# یانراگیتگین
یانراگیتگین (انگلیسی: Yanragytgyn) یک دریاچه در ناحیه خودگردان چوکوتکای کشور روسیه است.